# Орора (округ, Південна Дакота)
Шаблон:StateAbbr_ 43°43′ пн. ш. 98°34′ зх. д. / 43.72° пн. ш. 98.57° зх. д.
Округ  Орора (англ. Aurora County) — округ (графство) у штаті  Південна Дакота, США. Ідентифікатор округу 46003.

## Історія
Округ утворений 1879 року.

## Демографія
За даними перепису 
2000 року 
загальне населення округу становило 3058 осіб, усе сільське.
Серед мешканців округу чоловіків було 1561, а жінок — 1497. В окрузі було 1165 домогосподарств, 817 родин, які мешкали в 1298 будинках.
Середній розмір родини становив 3,02.
Віковий розподіл населення поданий у таблиці:
| Стать    | До 15 років | 15-21 | 22-29 | 30-39 | 40-49 | 50-65 | 65-85 | Понад 85 |
| -------- | ----------- | ----- | ----- | ----- | ----- | ----- | ----- | -------- |
| Чоловіки | 336         | 200   | 100   | 168   | 226   | 243   | 256   | 32       |
| Жінки    | 294         | 145   | 95    | 167   | 181   | 242   | 283   | 90       |

## Суміжні округи
- Джеролд — північ
- Сенборн — північний схід
- Девісон — схід
- Дуглас — південь
- Чарлз-Мікс — південний захід
- Брул — захід

## Виноски
1. ↑  US Decennial Census. US Census Bureau. Архів оригіналу за 26 квітня 2015. Процитовано 22 березня 2015.
2. ↑  Historical Census Browser. University of Virginia Library. Архів оригіналу за 11 серпня 2012. Процитовано 22 березня 2015.
3. ↑  Forstall, Richard L., ред. (27 березня 1995). Population of Counties by Decennial Census: 1900 to 1990. US Census Bureau. Архів оригіналу за 28 грудня 2008. Процитовано 22 березня 2015.
4. ↑  Census 2000 PHC-T-4. Ranking Tables for Counties: 1990 and 2000 (PDF). US Census Bureau. 2 квітня 2001. Архів оригіналу (PDF) за 18 грудня 2014. Процитовано 22 березня 2015.
5. ↑  State & County QuickFacts. US Census Bureau. Архів оригіналу за 8 грудня 2015. Процитовано 26 листопада 2013.(англ.) Наведено за англійською вікіпедією.
6. ↑  American FactFinder. Бюро перепису населення США. Архів оригіналу за 26 лютого 2012. Процитовано 31 січня 2008.

| США | Це незавершена стаття з географії США. Ви можете допомогти проєкту, виправивши або дописавши її. |